# Једанаеста словеначка ударна бригада
Једанаеста словеначка ударна бригада „Милош Зиданшек” (позната и под називом Похорска бригада) формирана је 7. јануара 1944. године у селу Свети Примож на Похорју од Похорског НОП одреда и једног батаљона који је до тада дејствовао у источној Корушкој под непосредном комендом Штаба Четврте оперативне зоне НОВ Словеније. При формирању је имала три батаљона са 320 бораца. Име је добила по народном хероју Милошу Зиданшеку.

## Борбени пут бригаде
Већ на дан формирања бригада је извршила успешну акцију у селу Трбоњу код Дравограда, где је уништена железничка станица и путничка композиција, а 16. јануара је између Дравограда и Шентјанжа минирала железничку пругу и срушила немачки транспортни воз. И наредних месеци дејствовала је на Похорју, изводећи диверзантске акције на железничким пругама Марибор-Дравоград, Марибор-Цеље и Цеље-Дравоград, и водећи борбе с немачким посадама дуж тих пруга. Тако је 16. марта делимично био уништен немачки транспортни воз код Пољчана (пруга Марибор-Цеље) којом приликом је убијено око 160 немачких војника, а затим се истакла у уништењу немачке посаде у Мислињи 1. маја, у борбама с Немцима на Похорју 14-26. маја и у разоружању немачке посаде у Довжу код Словењ Градеца 28. маја.
Упоредо с нападима на окупаторске снаге, мобилисала је и нове борце, те је почетком јула имала око 770 бораца. Тада је проширила дејства  према Савињској долини и Засављу. При нападу на немачко упориште Загорје 29. јула, заједно са Шестом бригадом „Славко Шландер” уништила је нека рудничка постројења и запленила већу количину одеће у фабрици конфекције „Веста”, а у борбама 30. јула до 1. августа заузела је немачко упориште Горњи Град и при томе заробила 156 Немаца и запленила већу количину оружја. Дана 9. августа заузела је немачка упоришта Шмартно об Дрети и Бочну и потом водила целог месеца честе борбе с Немцима у одбрани ослобођене Горњосавињске долине. У то време бригада је добила назив ударна. Водила је успешне борбе против немачких снага код села Брасловча 11-12. септембра, у рејону Литије, на левој обали Саве на територији Долењске и, у саставу Седмог корпуса НОВЈ, учествовала у двомесечним борбама против немачких и квислиншких снага у Сухој крајини, око Требња, Гросупља, Шент Вида, Вишње Горе и Стичне, код Кресница и  Јевнице, око Жужемберка и на другим местима. У другој половини децембра вратила се у Штајерску.
Током немачко−домобранске офанзиве од почетка 1945. године бригада је, заједно са Шестом бригадом „Славко Шландер”, водила веће борбе с немачким снагама око Горњег Града почетком јануара, у Моравшкој и Тухињској долини у фебруару, а марта и априла у Засавју. Последње тешке борбе током офанзиве вођене су на Менини планини 14. и 15. марта, када је 14. СС гренадирска дивизија напала положаје обе бригаде и формирала обруч око њих. Бригаде су успешно пробиле обруч и избегле тотално уништење. Заједно са Шестом бригадом учествовала је почетком маја и у коначном ослобођењу Засавја, Трбовљанског рударског базена и Савињске долине, а са деловима Корушког НОП одреда у ослобођењу Фелкермаркта, где су обе бригаде водиле последње борбе током рата.
Одликована је Орденом заслуга за народ.

## Командни састав
Команданти:
- Борис Чижмек−Бор: од 8. 1. 1944. до 27 2. 1944.
- Алојз Пацек-Платин: од 27. 2. 1944. до 27. 3. 1944.
- Андреј Цетински-Лев: од 27. 3. 1944. до 28. 10. 1944.
- Винценц Јанко-Харков: од 28. 10. 1944. до 22. 2. 1945.
- Франц Север-Франта: од 22. 2. 1945. до 10. 3. 1945.
- Милан Стајнер-Камнар: од 10. 3. 1945. до 18. 3. 1945.
- Миха Рамшак од 18. 3. 1945. до 27. 4. 1945.
- Виктор Цвелбар-Стане: од 27. 4. 1945. до 29. 5. 1945.

Политички комесари:
- Франта Комел: од 8. 1. 1944. до 17. 5. 1944.
- Јоже Јакош-Сколски: од 17. 5. 1944. до 22. 2. 1945.
- Иван Крулц-Изток: од 22. 2. 1945. до 9. 4. 1945.
- Славко Кокаљ-Јожко: од 18. 3. 1945. до 29. 5. 1945.

Заменици команданта:
- Драго Поглајен: од 8. 1. 1944. до краја априла 1944.
- Винценц Јанко-Харков: од краја априла 1944. до 28. 10. 1944.
- Јарослав Соушек-Здено: од 18. 3. 1945. до 29. 5. 1945.

Заменици (помоћници) политичког комесара:
- Александар Војиновић Војин: од 8. 1. 1944. до 28. 3. 1944.
- Јанез Кенк-Иво: од 30. 4. 1944. до 9. 9. 1944.
- Алојз Виндиш-Дунда: од 9. 9. 1944. до 19. 2. 1945.
- Стане Кокаљ-Јанез: од 19. 2. 1945. до 29. 5. 1945.

Начелники штаба:
- Винценц Јанко-Харков: од 8. 1. 1944. до 20. 2. 1944.
- Лазо Божич-Вук: од 20. 7. 1944. до друге половице новембра 1944.
- Иван Белец-Бели: од фебруара 1945. до 29. 5. 1945.